# John Delafose
John Irvin Delafose, né le 16 avril 1939 à Duralde, Paroisse d'Évangéline (Louisiane), et mort le 18 septembre 1994 à Opelousas (Louisiane), est un accordéoniste créole zydeco américain francophone de Louisiane.

## Débuts
John Delafose est né le 16 avril 1939 dans un village de Louisiane, près de Mamou, haut lieu de la musique cajun au festival annuel renommé. Ses parents étaient métayers. Enfant, Delafose fabrique des violons et des guitares à partir de vieilles planches et de boîtes à cigares munies de fils de moustiquaire pour les cordes. Le violon est son premier instrument. Il finit par se mettre à l'harmonica et, à l'âge de 18 ans, apprend l' accordéon à boutons. Cependant, il se tourne vers l'agriculture et n'entreprend une carrière musicale qu'au début des années 1970.

## Carrière
John Delafose commence comme accordéoniste et harmoniciste avec divers groupes Zydeco locaux. Au milieu des années 1970, il forme le groupe John Delafose & The Eunice Playboys, avec lequel il joue jusqu'à sa mort. Au cours de son histoire, les membres du groupe comprennent trois de ses fils dont Geno Delafose (en) ainsi que son neveu Germaine Jack,.
Il se fait connaître du grand public au début des années 1990 avec des albums tels que Joe Pete Got Two Women (Arhoolie, 1990) et Blues Stay Away from Me (Rounder, 1993).
À l'écran, John Delafose est un des artistes principaux du documentaire de Les Blank et Chris Strachwitz (en) intitulé J'ai été au bal, célébration en 1989 de la musique Zydeco et Cajun de Louisiane,, et il figure sur la bande originale du film Passion Fish de John Sayles (1992) avec trois morceaux : Oh negresse, Grand mamou et Poor man's two step.

## Style
John Delafose a un style dynamique et de fortes racines traditionnelles, avec un rythme staccato très marqué à l'accordéon, qui a influencé presque tous les musiciens Zydeco actuels. Contrairement à certains des plus jeunes interprètes de l'époque, Delafose chante en anglais et en français, et son répertoire comprend des two-steps et des valses en plus des rythmes afro-caribéens très percussifs du Zydeco. Il joue occasionnellement du violon avec le groupe, ce qui était rare dans la musique Zydeco. Lui et son groupe ont rassemblé le public dans les salles du sud-ouest de la Louisiane, de l'est du Texas et de la Nouvelle-Orléans pendant plus de 20 ans
La version à succès de Delafose de la chanson de Canray Fontenot Joe Pitre a Deux Femmes a contribué à regagner la faveur des musiciens de Zydeco pour l'accordéon à une rangée de boutons.

## Décès
Delafose est victime d'une crise cardiaque en 1993 sur la route d'un festival à Rhode Island. Il se rétablit, mais connaît ensuite des accès de fatigue. Il meurt à 55 ans des suites d'une courte maladie le 18 septembre 1994 à l'hôpital général d'Opelousas. Il est enterré au cimetière de l'église catholique St. Mathilda à Eunice, en Louisiane.

## Discographie

### Albums studio et live
| Titre de l'album                                             | Maison de disques | Numéro d'inventaire | Année de sortie |
| ------------------------------------------------------------ | ----------------- | ------------------- | --------------- |
| Zydeco Man                                                   | Arhoolie          | 1083                | 1981            |
| Uncle Bud Zydeco                                             | Arhoolie          | 1088                | 1983            |
| Zydeco Excitement                                            | Maison de Soul    | MDS-1015            | 1985            |
| Zydeco Live!: Direct from Richard's Club, Lawtell, Louisiana | Rounder           | CD 2070             | 1989            |
| Heartaches and Hot Steps                                     | Maison de Soul    | MDS-LP-1035         | 1990            |
| Joe Pete Got Two Women                                       | Arhoolie          | CD-335              | 1990            |
| Père et Garçon Zydeco                                        | Rounder           | CD 2116             | 1992            |
| Blues Stay Away From Me                                      | Rounder           | CD 2121             | 1993            |

### Singles
| Titre(s) du morceau                              | Titre de l'album      | Maison de disques   | Numéro d'inventaire | Année de sortie | Notes      |
| ------------------------------------------------ | --------------------- | ------------------- | ------------------- | --------------- | ---------- |
| Co-Fe? (Why?) / Joe Pitre A Deux Femmes          | Zydeco Man            | Arhoolie            | 45-541              | 1980            | 7", 45 RPM |
| Blues At Midnight / Baby, Scratch My Back        | ?                     | Bad Weather Records | BW 113              | 1981            | 7", 45 RPM |
| Joe Pete Lost His Two Women / Mother's Day Blues | Uncle Bud Zydeco      | Arhoolie            | 45-547              | 1983?           | 7", 45 RPM |
| Blues At Midnight / Do The Mill                  | Zydeco Excitement / ? | Maison de Soul      | 45-1019             | 1985?           | 7", 45 RPM |
| Loan Me Your Handkerchief / Broken Hearted       | Zydeco Excitement     | Maison de Soul      | 45-1034             | 1986            | 7", 45 RPM |

### Albums de compilation d'artistes divers
| Titre de l'album                                                                         | Maison de disques                    | Numéro d'inventaire | Année de sortie | Morceaux interprétés                       |
| ---------------------------------------------------------------------------------------- | ------------------------------------ | ------------------- | --------------- | ------------------------------------------ |
| Festival de Musique Acadienne '81 Live                                                   | Swallow Records                      | LP-6046             | 1982            | Nairobi Special                            |
| Zydeco Festival                                                                          | Maison de Soul                       | MDS LP-1024         | 1988            | Broken Hearted                             |
| Kings of Zydeco: Black Creole Music from the Deep South                                  | Trikont (Allemagne)                  | CD-0158-2           | 1989            | Broken Hearted                             |
| Kings of Zydeco: Black Creole Music from the Deep South                                  | Trikont (Allemagne)                  | CD-0158-2           | 1989            | Joe Pete Is Broke                          |
| Kings of Zydeco: Black Creole Music from the Deep South                                  | Trikont (Allemagne)                  | CD-0158-2           | 1989            | Chokin Kind                                |
| 101 Proof Zydeco                                                                         | Maison de Soul                       | MDS 1030-2          | 1990            | Broken Hearted                             |
| J'ai Eté au Bal (I Went to the Dance): the Cajun and Zydeco Music of Louisiana           | Arhoolie                             | CD-331              | 1990            | Joe Pitre a Deux Femmes                    |
| Alligator Stomp: Cajun & Zydeco Classics, Vol. 2                                         | Rhino                                | R2 70740            | 1991            | Ka-wann                                    |
| Alligator Stomp: Cajun & Zydeco Classics, Vol. 3                                         | Rhino                                | R2 70312            | 1992            | Co-Fé? (Why?)                              |
| Cajun Music and Zydeco                                                                   | Rounder                              | CD 11572            | 1992            | La misère m'a fait brailler                |
| Stomp Down Zydeco                                                                        | Rounder                              | 11566               | 1992            | Hold That Tiger                            |
| Stomp Down Zydeco                                                                        | Rounder                              | 11566               | 1992            | Cajun Two-Step                             |
| Stomp Down Zydeco                                                                        | Rounder                              | 11566               | 1992            | I'm Gone and I Won't Be Back               |
| Stomp Down Zydeco                                                                        | Rounder                              | 11566               | 1992            | Broken Hearted                             |
| Stomp Down Zydeco                                                                        | Rounder                              | 11566               | 1992            | Onion Town                                 |
| Zydeco Champs                                                                            | Arhoolie                             | CD 328              | 1992            | Joe Pete Got Two Women                     |
| Zydeco Champs                                                                            | Arhoolie                             | CD 328              | 1992            | Mardi Gras Song                            |
| Zydeco Party                                                                             | Ace (R-U)                            | 430                 | 1992            | Loan Me Your Handkerchief                  |
| Zydeco Party                                                                             | K-Tel International                  | 60592               | 1992            | Mardi Gras Song                            |
| The Best of Louisiana Music                                                              | Rounder                              | CD AN 08            | 1993            | Watch That Dog                             |
| Passion Fish: Original Soundtrack                                                        | Daring Records                       | CD-3008             | 1993            | Oh, Negresse                               |
| Passion Fish: Original Soundtrack                                                        | Daring Records                       | CD-3008             | 1993            | Grand Mamou                                |
| Passion Fish: Original Soundtrack                                                        | Daring Records                       | CD-3008             | 1993            | Poor Man's Two-Step                        |
| Let's Go Zydeco!                                                                         | Ace (R-U)                            | CDCHD 543           | 1994            | Petite Et La Grosse                        |
| Let's Go Zydeco!                                                                         | Ace (R-U)                            | CDCHD 543           | 1994            | Crying in The Streets                      |
| Let's Go Zydeco!                                                                         | Ace (R-U)                            | CDCHD 543           | 1994            | Lonesome Road                              |
| Let's Go Zydeco!                                                                         | Ace (R-U)                            | CDCHD 543           | 1994            | Mardi Gras Song                            |
| Rockin' Zydeco Party!                                                                    | Maison de Soul                       | 1049                | 1994            | John's Lonesome Waltz                      |
| Alligator Stomp: Cajun & Zydeco, The Next Generation, Vol. 5                             | Rhino                                | R2 71846            | 1995            | Slow Motion Zydeco                         |
| Legends of Zydeco: The Old School Strikes Back                                           | Trikont (Allemagne)                  | US-0203             | 1995            | Loan Me Your Handkerchief                  |
| Legends of Zydeco: The Old School Strikes Back                                           | Trikont (Allemagne)                  | US-0203             | 1995            | Outside Woman                              |
| Legends of Zydeco: The Old School Strikes Back                                           | Trikont (Allemagne)                  | US-0203             | 1995            | Morning Train                              |
| Legends of Zydeco: The Old School Strikes Back                                           | Trikont (Allemagne)                  | US-0203             | 1995            | Blues at Midnight                          |
| Legends of Zydeco: The Old School Strikes Back                                           | Trikont (Allemagne)                  | US-0203             | 1995            | Mon Coeur Fait Mal                         |
| Legends of Zydeco: The Old School Strikes Back                                           | Trikont (Allemagne)                  | US-0203             | 1995            | Joe Simien Special                         |
| Legends of Zydeco: The Old School Strikes Back                                           | Trikont (Allemagne)                  | US-0203             | 1995            | John's Lonesome Waltz                      |
| Legends of Zydeco: The Old School Strikes Back                                           | Trikont (Allemagne)                  | US-0203             | 1995            | Co-Fé?                                     |
| Legends of Zydeco: The Old School Strikes Back                                           | Trikont (Allemagne)                  | US-0203             | 1995            | Ma Femme m'a quitte (avec Geno Delafose)   |
| Louisiana Spice: 25 Years of Louisiana Music on Rounder Records                          | Rounder                              | CD AN 25 Part 2     | 1995            | Père et Garçon Zydeco                      |
| More Cajun Music and Zydeco                                                              | Rounder                              | CD 11573            | 1995            | Poor Man's Two-Step                        |
| The Real Music Box: 25 Years of Rounder Records                                          | Rounder                              | CD AN 25            | 1995            | Père et Garçon Zydeco                      |
| The Royal Family of Zydeco                                                               | Rock 'n Bowl                         | 1001                | 1995            | Watch That Dog                             |
| Bayou Dance Party                                                                        | Rounder                              | CD 7014             | 1996            | My Little Dog                              |
| It's What We Do, Vol. 1, 1995                                                            | Daring Records                       | 3020                | 1996            | Oh, Negresse                               |
| Let's Have a Blues Ball                                                                  | Arhoolie                             | 590                 | 1996            | Rag Around Your Head                       |
| The Real Louisiana                                                                       | EasyDisc                             | ED 9002             | 1996            | La misère m'a fait brailler                |
| Zydeco's Greatest Hits                                                                   | EasyDisc                             | ED CD 7025          | 1996            | Broken Hearted                             |
| 15 Louisiana Zydeco Classics                                                             | Arhoolie                             | CD 105              | 1997            | Rag Around Your Head                       |
| 15 Louisiana Zydeco Classics                                                             | Arhoolie                             | CD 105              | 1997            | Oh, Negresse                               |
| Bayou Beat                                                                               | EasyDisc                             | EDCD 7053           | 1997            | Old Time Two Step                          |
| Bayou Hot Sauce                                                                          | EasyDisc                             | ED 7044             | 1997            | Père et Garçon Zydeco                      |
| Zydeco Dance Hall                                                                        | EasyDisc                             | ED 7035             | 1997            | I Don't Want Nobody Here But You           |
| Zydeco Dance Hall                                                                        | EasyDisc                             | ED 7035             | 1997            | Gotta Find My Woman                        |
| Rough Guide to Cajun and Zydeco                                                          | World Music Network (R-U)            | RGNET 1028 CD       | 1998            | La misère m'a fait brailler                |
| Zydeco Barnyard                                                                          | EasyDisc                             | 12136-7070-2        | 1998            | Watch That Dog                             |
| Zydeco Party                                                                             | EasyDisc                             | ED CD 7045          | 1998            | "Oh 'Tit Fille"                            |
| Zydeco Stomp: All Instrumental                                                           | Rounder                              | ED CD 7065          | 1998            | Two-Step Farouche                          |
| Cajun & Zydeco Jamboree                                                                  | EasyDisc                             | ED 12136-7076-2     | 1999            | Midland Two-Step                           |
| Kings of Cajun: 15 Stomps from the Swamps                                                | Music Collection International (R-U) | 50105               | 1999            | Broken Hearted                             |
| Zydeco Essentials                                                                        | Hip-O Records                        | 767 440161 2        | 1999            | Joe Pete Got Two Women                     |
| 40th Anniversary Collection, 1960–2000: The Journey of Chris Strachwitz                  | Arhoolie                             | CD 491              | 2000            | Co-Fé?                                     |
| Music from the Zydeco Kingdom                                                            | Rounder Select                       | 11579               | 2000            | Tu M'As Fait Brailler: You Made Me Cry     |
| Cajun & Zydeco: Alligator Walk                                                           | ARC Music                            | EUCD 1657           | 2001            | Old Time Two Step (avec Geno Delafose)     |
| Roots Music: An American Journey                                                         | Rounder                              | 11661-0501-2        | 2001            | Père et Garçon Zydeco (avec Geno Delafose) |
| Dat's Zydeco: The Best Old-Skool Zydeco                                                  | Maison de Soul                       | MDS 1079            | 2002            | Richard Two-Step                           |
| Louisiana                                                                                | World Music Network (R-U)            | RGNET 1094 CD       | 2002            | Slow Motion Zydeco                         |
| Southern Style: Zydeco                                                                   | Southern Style (Netherlands)         | 641920              | 2002            | Joe Pete Is Broke                          |
| Southern Style: Zydeco                                                                   | Southern Style (Netherlands)         | 641920              | 2002            | Lake Charles Two-Step                      |
| Zydeco: The Essential Collection                                                         | Rounder                              | 1166-11605-2        | 2002            | Friday Night Waltz                         |
| Rough Guide to Zydeco                                                                    | World Music Network (R-U)            | RGNET 1145 CD       | 2005            | Joe Pete Got Two Women                     |
| Zydeco: The Essential Pulse Series                                                       | Mirana                               | 8502                | 2008            | Loan Me Your Handkerchief                  |
| Good Music, Good Times: Spicy Bon Temps Cajun and Zydeco Music from Opelousas, Louisiana | Swallow                              | ?                   | 2009            | Broken Hearted                             |